# 1826
1826 (MDCCCXXVI) a fost un an obișnuit al calendarului gregorian, care a început într-o zi de duminică.

## Evenimente
- 26 august: Ultima execuție publică la București: Ghiță Cuțui și Simion sunt spânzurați la capul Podului Târgului de Afară, pentru că, împreună cu alte persoane, s-au răzvrătit împotriva domniei. A doua zi, trei dintre tovarășii lui Cuțui sunt plimbați "cu pieile goale" prin târg și bătuți, după care vor fi trimiși la ocnă. Pedeapsa cu moartea va fi desființată de Regulamentul Organic, în iulie 1831.

## Arte, științe, literatură și filozofie
- Antoine Jérôme Balard descoperă elementul chimic brom.
- Niels Henrik Abel dă un prim exemplu de ecuație integrală.
- August Leopold Crelle fondează publicația cunoscută ca Jurnalul lui Crelle, primul periodic dedicat cercetării matematice.
- Pierre Bretonneau descrie simptomele difteriei și o denumește.[1]

## Nașteri
- 6 aprilie: Gustave Moreau, pictor, gravor și desenator francez (d.1898)
- 3 mai: Regele Carol al XV-lea al Suediei și totodată Carol al IV-lea al Norvegiei (d. 1872)
- 5 mai: Împărăteasa Eugenia a Franței, soția lui Napoleon al III-lea (d. 1920)
- 21 august: Karl Gegenbaur, anatomist german (d. 1903)
- 23 octombrie: Honoré Daumet, arhitect francez (d. 1911)

## Decese
- 10 martie: Ioan al VI-lea al Portugaliei (n. João Maria José Francisco Xavier de Paula Luís António Domingos Rafael), 58 ani (n. 1767)
- 7 iunie: Joseph von Fraunhofer, 39 ani, fizician german (n. 1787)
- 4 iulie: John Adams, 90 ani, al 2-lea președinte al Statelor Unite (1797-1801), (n. 1735)
- 4 iulie: Thomas Jefferson, 83 ani, al 3-lea președinte al Statelor Unite (1801-1809), (n. 1743)
- 13 august: René Laënnec, 45 ani, medic francez (n. 1781)
- 25 septembrie: Frederica de Baden (n. Friederike Dorothea Wilhelmina), 45 ani, soția regelui Gustav al IV-lea al Suediei (n. 1781)
- 25 octombrie: Philippe Pinel⁠(d), 81 ani, medic francez (n. 1745).